# Man of Constant Sorrow
Man of Constant Sorrow – tradycyjny utwór anonimowego autora, nagrany przez Boba Dylana na jego pierwszym albumie Bob Dylan w listopadzie 1961. Inne znane tytuły:”'Farewell Song”, „I'm a Girl of Constant Sorrow”, „I'm a Man of Constant Sorrow”, „In Old Virginny”, „I'm a Maid of Constant Sorrow”.

## Historia utworu
Piosenka ta, pochodząca z górskich rejonów Południa USA, cieszyła się zawsze popularnością w kręgach muzyków folkowych. Mike Seeger nazwał ją „górskim odpowiednikiem bluesa”.
Jest utworem anonimowym, chociaż jeden z prekursorów i popularyzatorów muzyki country, Emry Arthur (ur. 1899, zm. 1966) twierdził, że to właśnie on jest autorem tego utworu oraz że dokonał jego pierwszych nagrań w latach 20. XX wieku (prawdopodobnie w 1928 r. dla Vocalion).
Jednak piosenka jest w rzeczywistości dużo starsza, o czym świadczy duża liczba jej wersji; czyli tak jak wszystkie bardzo stare piosenki, z biegiem czasu ulegała najrozmaitszym przeróbkom. Krótką historię tego utworu napisał Archie Green i umieścił na okładce albumu Sarah Ogan Gunning - A Girl of Constant Sorrow w 1967 r. Wynika z niego, iż pierwszy zapisany tekst utworu pochodzi z 1913 r. w związku z niewidomym piosenkarzem z Monticello w stanie Kentucky, Dickiem Burnettem. W 1918 r. Cecil Sharp dołączył piosenkę do swojego zbioru i opublikował pod tytułem „In Old Virginny”. W 1936 r. Sarah Ogan spersonalizowała utwór zastępują ogólne „man” (człowiek) bardziej osobistą formą „girl” (dziewczyna) w czasie, gdy jej mąż Andrew Ogan był śmiertelnie chory. Jej tekst dotyczył samotności daleko od domu i przewidywał jej smutne wdowieństwo.
Wersja Dylana jest przerobioną wersją piosenki w formie wykonywanej na początku lat 60. przez New City Ramblers (grupa Mike’a Seegera), Joan Baez i innych.

## Wersje Boba Dylana
- Dylan nagrywał ten utwór na początku lat 60. XX wieku kilkakrotnie. Po raz pierwszy pojawił się na tzw. Minneapolis Party Tape, nagranej w maju 1961 przez Tony’ego Glovera w domu Bonnie Beecher w Minneapolis w stanie Minnesota.
- 20 listopada 1961 – pierwsza sesja do albumu w Columbia Studio A w Nowym Jorku; Dylan nagrał niedokończoną wersję piosenki.
- W czasie drugiej sesji w Columbia Studio A 22 listopada 1961 do swojego pierwszego albumu, Dylan dokonał co najmniej czterech nagrań tego tradycyjnego lamentu. Drugie z nich zostało przez Johna Hammonda wybrane na album.
- Po raz trzeci nagrał tę piosenkę podczas jazdy na Boże Narodzenie do domu w Hibbing, gdy zatrzymał się 22 grudnia 1961 ponownie w domu Bonnie Beecher, gdzie nagrał go Tony Glover. Te nagrania stały się podstawą dla pierwszego bootlegu w historii Great White Wonder.
- Tego samego dnia został także nagrany przez Dave’a Whittakera w jego domu w Minneapolis. Te nagrania znane są jako Minnesota Hotel Tape.
- Marzec 1963 – nagrania w studiu radia WNBC w Nowym Jorku wykonane dla „Oscar Brand Show”.

W 1988 r. Dylan wprowadził ponownie piosenkę do swojego koncertowego repertuaru, wykonując ją w akustycznym secie występu, jeszcze nawet w 1990 r.
W kwietniu 2002, w momencie eskalacji konfliktu izraelsko-palestyńskiego, Dylan ponownie wprowadził utwór do repertuaru w czasie swojego europejskiego tournée.

## Dyskografia
- The Bootleg Series Vol. 7: No Direction Home: The Soundtrack
- Live in Minneapolis. Bonnie Beecher's Apartment, 22nd December 1961

## Dalsze wersje
- Mike Seeger – wersja z albumu Oldtime Country Music z 1962 r.
- Rod Stewart – nagrał swoją wersję na albumie Rod Stewart Album w 1969 r.
- Ginger Baker's Air Force – grupa nagrała ten utwór na albumie z 1970 r. Ginger Baker’s Air Force z koncertu w Royal Albert Hall. W tym samym roku piosenka została wydana na singlu grupy.
- Almeda Riddle – utwór został nagrany na albumie Ballads and Hymns from the Ozarks w 1972 r.
- The Country Gentlemen – na albumie Yesterday and Today w 1976 r.
- W 1996 r. ukazał się album Complete Columbia Recordings grupy The Stanley Brothers.
- Piosenka znalazła się także na The Pizza Tape tria Garcia/Grisman/Rice w 2000 r.
- Niezwykły renesans tego lamentu z Appalachów na początku XXI wieku został spowodowany filmem Bracie, gdzie jesteś? i CD zawierającym ścieżkę dźwiękową z filmu. Utwór został zaprezentowany aż przez trzech wykonawców: The Soggy Bottom Boys (dwie wersje), Normana Blake’a i Johna Hartforda.
- W 2006 r. piosenka znalazła się na debiutanckiej płycie (Osaka Popstar and the American Legends of Punk) pop punkowego zespołu Osaka Popstar, w którego skład wchodzą m.in. Marky Ramone (z Ramones) i Jerry Only (z The Misfits).